# کاواچی، ایباراکی
کاواچی، ایباراکی (به لاتین: Kawachi, Ibaraki) یک منطقهٔ مسکونی در ژاپن است که در استان ایباراکی واقع شده‌است. کاواچی ۴۴٫۳۰ کیلومترمربع مساحت و ۹٬۱۲۶ نفر جمعیت دارد.